# Gornje Sinkovce
Gornje Sinkovce (en serbe cyrillique : Горње Синковце) est un village de Serbie situé sur le territoire de la Ville de Leskovac, district de Jablanica. Au recensement de 2011, il comptait 441 habitants.

## Démographie

### Évolution historique de la population
| 1948 | 1953 | 1961 | 1971 | 1981 | 1991 | 2002 | 2011 |
| ---- | ---- | ---- | ---- | ---- | ---- | ---- | ---- |
| 345  | 367  | 361  | 358  | 404  | 433  | 454  | 441  |

|  |